# Dasythorax rasilis
Dasythorax rasilis är en fjärilsart som beskrevs av Rudolf Püngeler 1900. Dasythorax rasilis ingår i släktet Dasythorax och familjen nattflyn. Inga underarter finns listade i Catalogue of Life.